# Procryptocerus schmitti
Procryptocerus schmitti är en myrart som beskrevs av Auguste-Henri Forel 1901. Procryptocerus schmitti ingår i släktet Procryptocerus och familjen myror. Inga underarter finns listade i Catalogue of Life.